# 贝瑙汉
贝瑙汉，是西班牙安达卢西亚自治区马拉加省的一个市镇。 总面积32平方公里，
2001年普查人口總數為1588人，人口密度為每平方公里50人。